# مجلس قضاء سوق أهراس
مجلس قضاء سوق أهراس، انشئ مجلس قضاء سوق أهراس بموجب الأمر 73-74 المؤرخ في 12 جويلية 1974 والذي يتضمن إحداث مجالس قضائية، تقع بناية المجلس الذي أفتتحت في 14 ماي 2015، في وسط المدينة وتتكون من 25 مكتبا وقاعتين للجلسات.